# Quality Pictures Corporation
Quality Pictures Corporation foi uma companhia cinematográfica estadunidense organizada em 1º de março de 1915 por Fred J. Balshofer, que originalmente fora o principal da Bison Company. Teve apenas 16 produções, que eram distribuídas pela Metro Pictures Corporation.

## Histórico

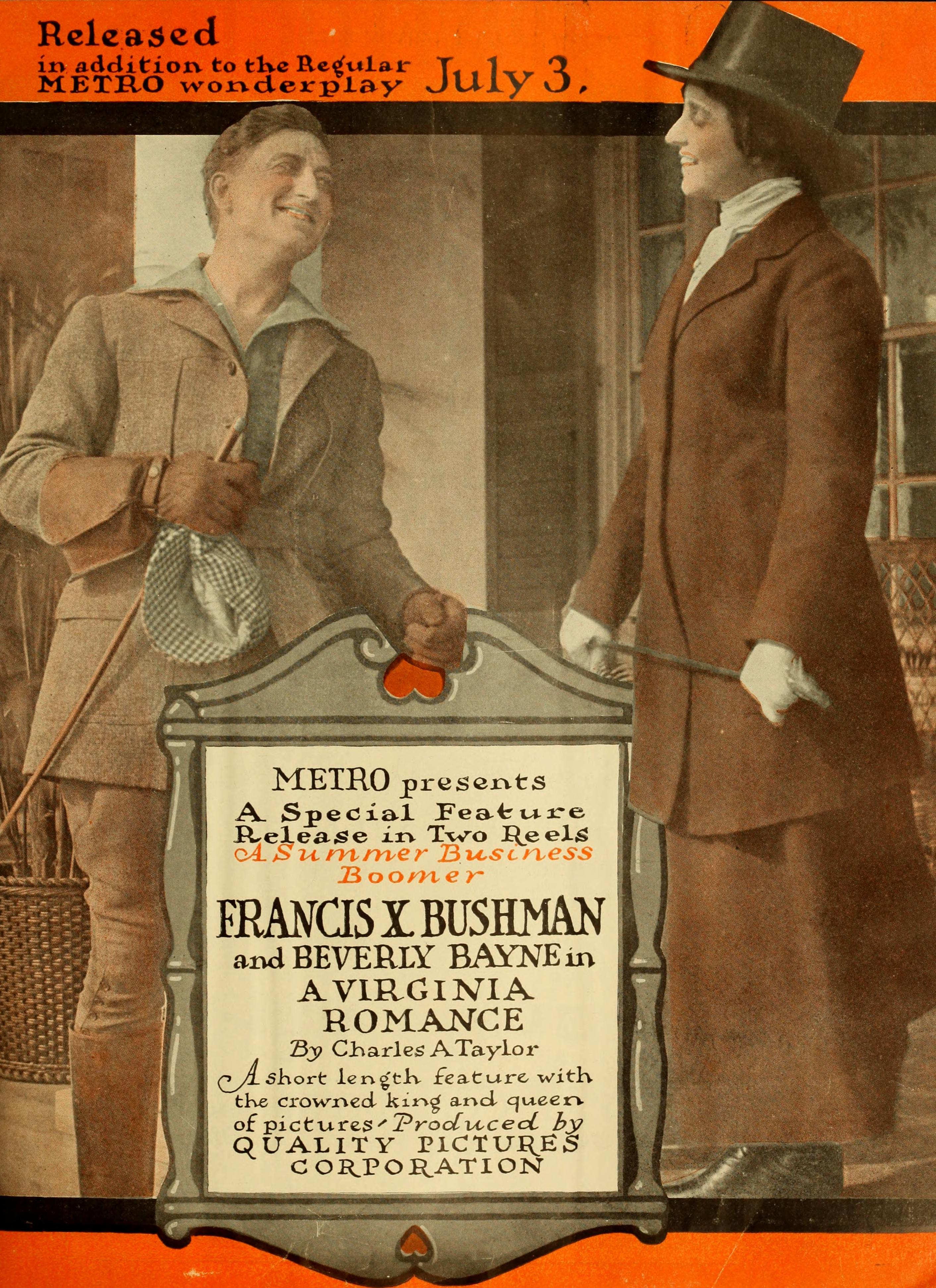
Cartaz do filme A Virginia Romance, produção da Quality de 1916, apresentando Beverly Bayne e Francis X. Bushman.

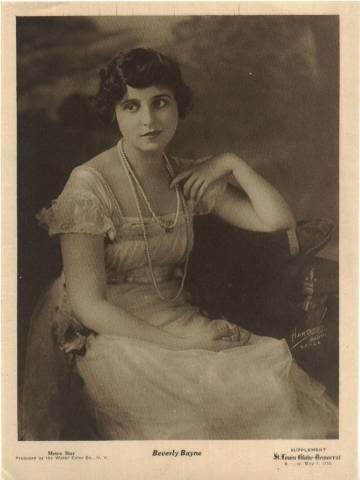
Beverly Bayne, na época em que era estrela da Quality, em 1916.

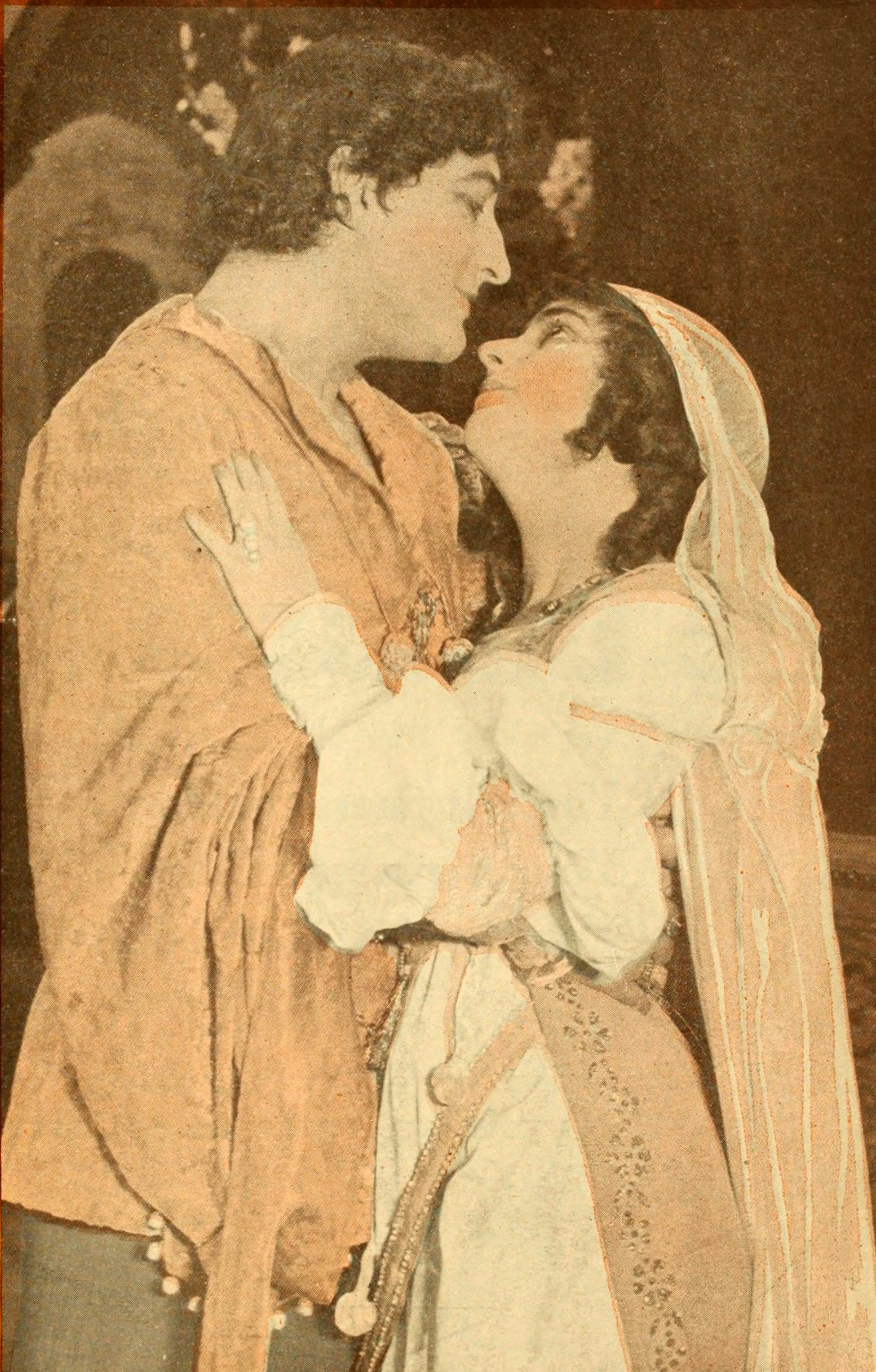
Cartaz do filme Romeo and Juliet, produção da Quality de 1916, com Beverly Bayne interpretando Julieta e Francis X. Bushman, Romeu.

A Quality Pictures Corporation foi criada pela Metro Pictures Corporation e Francis X Bushman com a finalidade de fornecer exclusivamente filmes de Bushman para serem distribuídos pela Metro. Francis X Bushman assinou contrato com a Metro em 1915, depois de deixar o Essanay Studios em Chicago. Bushman passou cinco meses em Los Angeles e depois foi para Nova Iorque para fazer seus filmes, estabelecendo-se no 3 East 61st Street. A Quality foi uma subsidiária da Metro, e todos os seus filmes foram por ela distribuídos. Bushman e a Quality faziam um filme por mês, e Bushman estrelou e dirigiu “Romeo & Juliet” (1916) e escreveu, estrelou e dirigiu “In the Diplomatic Service” (1916).
A Quality teve apenas 16 produções, sendo a primeira o filme Richard Carvel, em 1915, e a última o seriado The Great Secret, produzido em 1916, mas lançado em 1917, e a grande maioria deles foi protagonizada pelo par romântico da época, Beverly Bayne e Francis X. Bushman. Grande parte dos filmes foi dirigida por Fred J. Balshofer.
Após deixar a Essanay e assinar com a Quality Pictures Corporation, o primeiro filme de Bayne e Bushman juntos foi Pennington's Choice (1915), e em 1917 o casal atuou em Romeo and Juliet, o que gerou um lucro considerável. Atualmente o filme é considerado perdido, talvez pela decomposição do nitrato, talvez pela negligência da produção cinematográfica da época. Bushman e Bayne, que se casaram em 1918, trabalharam para a Metro Pictures de 1916 a 1918, creditados como “o primeiro par romântico” das telas. O casal se divorciou em 1925, suas carreiras declinaram a partir de então, e logo ficaram fora das telas.
As maiores estrelas da Quality, além de Beverly Bayne e Francis X. Bushman, foram Marguerite Snow e Helen Dunbar. Após o último filme, o seriado The Great Secret, lançado em 1917, a Quality encerrou sua produção.

## Seriado
Sobre o seriado The Great Secret, Meneffe diria: “Louis B. Mayer forçou Beverly Bayne a atuar em um seriado em 14 capítulos, The Great Secret, imediatamente após a complementação de Romeo and Juliet, com a atuação de ambos, Bayne e Bushman, mediante a força de sua imagem e audiência. O seriado foi veiculado a partir de janeiro de 1917, e a qualidade de cada episódio misteriosamente diminuiu com o passar das semanas. Beverly declarou que eles foram forçados a criar a história ao longo de seu desenrolar, recorrendo ao lançamento de um automóvel na frente de um trem em um episódio na tentativa de estimular o interesse na história”.

## Filmografia
- Richard Carvel (1915)
- The Second in Command (1915)
- The Silent Voice (1915)[6]
- Pennington's Choice (1915)
- Rosemary (1915)
- Man and His Soul (1916)
- The Red Mouse (1916)
- A Corner in Cotton (1916)
- The Wall Between (1916)
- The Come-Back (1916)
- A Million a Minute (1916)
- The Masked Rider (1916)
- A Virginia Romance (1916)
- In the Diplomatic Service (1916)
- Romeo and Juliet (1916/II)
- The Great Secret (1917)